# Gliniarze z Brooklynu
Gliniarze z Brooklynu (ang. Brooklyn's Finest) – amerykański film sensacyjny z 2009 roku w reżyserii Antoine’a Fuqui. Wyprodukowany przez wytwórnię Overture Films.
Premiera filmu miała miejsce 16 stycznia 2009 roku podczas Festiwalu Filmowego w Sundance oraz 5 marca 2010 roku w Stanach Zjednoczonych.

## Fabuła
Dla stróżów prawa pracujących na Brooklynie handel narkotykami, przemoc, rasizm, ubóstwo i korupcja w policji to codzienność. Zgorzkniałemu Eddiemu Duganowi (Richard Gere) zostało siedem dni do emerytury. Jego podejście do służby sprawiło, że nie jest lubiany przez kolegów po fachu i ma problemy ze szkoleniem nowych funkcjonariuszy.
Sal Procida (Ethan Hawke) pracuje w wydziale antynarkotykowym. Frustruje go fakt, że mimo ciągłego narażania życia, z policyjnej pensji nie jest w stanie zapewnić godnego życia rodzinie. Coraz trudniej mu oprzeć się pokusie korupcji. „Brudne” pieniądze są w tym fachu chlebem powszednim.
Tajny agent Clarence „Tango” Butler (Don Cheadle) przeniknął w szeregi gangu handlarzy narkotyków, któremu przewodzi Casanova Phillips (Wesley Snipes). Wnioskuje o przeniesienie do normalnej służby, ale przełożeni zwlekają z decyzją. Każdy z tych trzech policjantów obrał inną ścieżkę. Nie znają się, lecz łączy ich ryzykowna praca w owianej złą sławą dzielnicy metropolii. Pewnego dnia drogi Eddiego, Sala i Butlera krzyżują się w dramatycznych okolicznościach. Każdy ze stróżów prawa zostaje poddany życiowej próbie.

## Obsada
Źródło: Filmweb
- Richard Gere jako Eddie Dugan
- Don Cheadle jako Clarence „Tango” Butler
- Ethan Hawke jako detektyw Sal Procida
- Wesley Snipes jako Casanova Phillips
- Vincent D’Onofrio jako Bobby „Carlo” Powers
- Brían F. O’Byrne jako detektyw Ronny Rosario
- Will Patton jako porucznik Bill Hobarts
- Michael K. Williams jako Red
- Jesse Williams jako Eddie Quinlan
- Shannon Kane jako Chantel

i inni